# 하마다 타카히로
하마다 타카히로(일본어: 濵田 崇裕, 1988년 12월 19일 ~ )는 일본의 가수, 배우이며, 남성 아이돌 그룹 쟈니즈WEST의 멤버이다.
효고현 출신. STARTO ENTERTAINMENT 소속.

## 내력
2003년에는 칸사이BOY'S, 2004년부터 2008년까지는 B.A.D.BOYS에 소속해 있었다.
2011년 3월쯤에 나카타 타이치가 사무소를 퇴사해, BOYS가 사실상 해산. 그 후는 홀로 활동하고 있고, B.A.D.나 Veteran 등과 함께 콘서트나 무대 등에 출연하는 일이 많다.
2014년 4월, 쟈니즈WEST로서 CD 데뷔한다.

## 출연

### 드라마
- DRAMATIC-J 초능력 식스 (2008년 4월, 칸사이 TV)
- DRAMADA-J 버스데이 (2008년 7월, 칸사이 TV)
- DRAMADA-J 거기에 있는 보기 (2009년 7월, 칸사이 TV) - 보기 역
- 아무도 모르는 J학원 로커 룸 (2010년, 칸사이 TV) - 아키라 역
- SHARK (2014년 1월 ~ 3월, 닛폰 TV) - 하기와라 카이 역
- SHARK~2nd Season~ (2014년 4월 ~ 7월, 닛폰 TV) - 하기와라 카이 역
- 논마마 백서 (2016년 8월 ~ 9월, 토카이 TV) - 코나카 소타 역

### 영화
- 파문 두 사람의 야쿠뵤가미 (2017년, 쇼치쿠)